# Inna Grigorjewna Kassimowa
Inna Grigorjewna Kassimowa (russisch Инна Григорьевна Касимова; * 13. April 1976) ist eine ehemalige russische Biathletin.
Inna Kassimowa gab ihr internationales Debüt bei den Biathlon-Europameisterschaften 2003 in Forni Avoltri, wo sie 12. des Einzels wurde. Ihre größten Erfolge erreichte sie im weiteren Jahresverlauf, als sie bei den Sommerbiathlon-Weltmeisterschaften 2003 an selber Stelle antrat. Im Sprint wie auch in der Verfolgung gewann sie hinter Wolha Nasarawa und Alena Subrylawa die Bronzemedaillen, im Staffelrennen gewann sie an der Seite von Oksana Neupokojewa, Natalja Arzybaschewa und Tatjana Moissejewa hinter der belarussischen Staffel die Silbermedaille. Den Massenstart beendete sie als Fünfte.